# Tricorynus debilis
Tricorynus debilis är en skalbaggsart som först beskrevs av Leconte 1878.  Tricorynus debilis ingår i släktet Tricorynus och familjen trägnagare. Inga underarter finns listade i Catalogue of Life.